# Hemipolygona
Hemipolygona is een geslacht van weekdieren uit de klasse van de Gastropoda (slakken).

## Soorten
- Hemipolygona aldeynzeri (Garcia, 2001)
- Hemipolygona amaliae (Küster & Kobelt, 1874)
- Hemipolygona armata (A. Adams, 1855)
- Hemipolygona beckyae (Snyder, 2000)
- Hemipolygona bonnieae (Smythe, 1985)
- Hemipolygona carinifera (Lamarck, 1816)
- Hemipolygona centrifuga (Dall, 1915)
- Hemipolygona cuna (Petuch, 1990)
- Hemipolygona distincta (A. Adams, 1855)
- Hemipolygona lamyi Snyder, 2007
- Hemipolygona mcgintyi (Pilsbry, 1939)
- Hemipolygona mosselensis (Tomlin, 1932)